# Geoportal 2
Geoportal 2 – portal internetowy zapewniający dostęp do usług danych przestrzennych, wykorzystywanych przy użyciu oprogramowania komputerowego, do publicznego udostępniania zasobów geodezyjnych z metadanymi, w celach poglądowych. Portal ten umożliwia korzystanie z usług pobierania, wyszukiwania i ogólnego analizowania danych geodezyjnych.
W 2005 roku Główny Urząd Geodezji i Kartografii rozpoczął realizację projektu GEOPORTAL.GOV.PL, w ramach Sektorowego Programu Operacyjnego Wzrost Konkurencyjności Przedsiębiorstw 2004-2006. Celem projektu było udostępnienie przedsiębiorstwom usług on-line, opartych na danych geoprzestrzennych, danych o charakterze katastralnym i metadanych. W ramach projektu powstała na poziomie centralnym, wojewódzkim i powiatowym Krajowa Infrastruktura Informacji Przestrzennych (KIIP), świadcząca usługi wyszukiwania i udostępniania danych oraz ich analizy. Został utworzony portal internetowy www.geoportal.gov.pl, w celu udostępniania danych i usług geoprzestrzennych. W 2008 roku projekt został ukończony.
Bazy danych
- Dane o charakterze katastralnym.
- Baza danych ogólnogeograficznych.
- Baza Danych Obiektów Topograficznych.
- Ortofotomapy.
- Rastrowe mapy topograficzne.
- Rastrowe mapy tematyczne.
- Państwowy rejestr granic.
- Państwowy rejestr nazw geograficznych.
- Numeryczny model terenu.
- Metadane zbiorów i usług danych przestrzennych.

W 2009 roku uruchomiono projekt GEOPORTAL 2, będący kontynuacją dotychczasowego projektu, a także rozbudowa infrastruktury informacji przestrzennej w zakresie rejestrów geoferencyjnych i związanymi z nimi usług. Celem tego projektu jest korzystanie z informacji przestrzennej przez sektory gospodarki, administrację państwową i podmioty prywatne. W związku z powszechnym dostępem do Internetu, informacje te są dostępne dla osób fizycznych i prawnych.
Korzyści społeczne z projektu
- Oszczędność czasu urzędników i interesantów poprzez możliwość wglądu przez Internet.
- Oszczędność czasu i środków transportu w dojazdach do urzędów.
- Zwiększenie możliwości wykorzystania Internetu.
- Usprawnienie procesów interesantów dotyczących inwestycji.
- Zmniejszenie kosztów i opóźnień w planowaniu przestrzennym.
- Usprawnienie działania służb ratowniczych.

Portal zawiera
- Geoportal Krajowy – Kataster, Orto, Raster, Topo.
- Portal Branżowy – Topo, Orto, Zdjęcia, Osnowa.
- Moduł Statystyk – Topo, Orto, Raster.
- Geoportal Inspire.

Projekt GEOPORTAL 2 jest finansowany ze środków Unii Europejskiej w ramach Programu Operacyjnego Innowacyjna Gospodarka (lata 2007-2013), Priorytet VII Społeczeństwo Innowacyjne – Budowa elektronicznej administracji.